# Spalding County
Spalding County är ett administrativt område i delstaten Georgia, USA, med 64 073 invånare (2010). Den administrativa huvudorten (county seat) är Griffin. 

## Geografi
Enligt United States Census Bureau så har countyt en total area på 517 km². 513 km² av den arean är land och 4 km² är vatten.

### Angränsande countyn
- Henry County - nordost
- Butts County - öst
- Lamar County - sydost
- Pike County - sydväst
- Meriwether County - väst-sydväst
- Coweta County - väst
- Fayette County - nordväst
- Clayton County - nord-nordväst